# Deček (film, 1921)
Deček (tudi Pobič, angleško The Kid) je ameriški nemi komično-dramski film, za katerega je Charlie Chaplin napisal scenarij, ga produciral, režiral in v njem odigral glavno vlogo, Jackie Coogan v drugi glavni vlogi igra njegovega posvojenega sina in pomočnika. To je Chaplinov prvi celovečerni film. Bil je finančno zelo uspešen, saj je bil drugi najdonosnejši film leta 1921, za filmom Štirje jezdeci apokalipse. Leta 2011 ga je ameriška Kongresna knjižnica izbrala za ohranitev v okviru Narodnega filmskega registra zavoljo njegove »kulturne, zgodovinske ali estetske vrednosti«.

## Zgodba
Neporočena ženska (Edna Purviance) zapusti dobrodelno bolnišnico s svojim novorojencem. Na fotografiji ima verjetnega očeta (Carl Miller). Ko ji ta pade v kamin, jo najprej pobere, nato pa vrže nazaj, da zgori. Odloči se zapustiti svojega otroka na zadnjem sedežu dragega avtomobila s sporočilom, ki naproša najditelja naj skrbi za otroka in ga ima rad. Toda avtomobil ukradeta tatova, ki otroka pustita na ulici. Najde ga Potepuh (Charlie Chaplin), ki najprej ne želi poskrbeti zanj, toda sčasoma se omehča in ga poimenuje John. Mine pet let in otrok postane Potepuhov pomočnik pri manjših zločinih, z metanjem kamenja razbija šipe, ki jih nato Potepuh kot steklar popravlja. Medtem je ženska postala bogata zvezda. Udejstvuje se v dobrodelnem delu, da bi zapolnila praznino ob izgubi otroka. Po naključju sreča svojega otroka, toda ne prepoznata se.
Ko otrok zboli, ga na domu pregleda zdravnik, ki odkrije, da Potepuh ni njegov oče. Ta mu pokaže sporočilo matere, toda zdravnik ga le vzame in obvesti oblasti. Dva moštva prideta, da bi odpeljala dečka v sirotišnico, toda po pretepu in lovljenje deček in Potepuh uspeta pobegniti. Ko se ženska vrne, da bi se prepričala, kako je z otrokom, ji zdravnik pove kaj se je zgodilo in ji pokaže sporočilo, ki ga prepozna.
Ubežnika noč preživita v sobi s skupnimi ležišči, toda upravnik (Henry Bergman - ni naveden), ki je prebral o 1000 $ nagrade za otroka, ga odpelje na policijsko postajo, kjer je ponovno združen s presrečno materjo. Ko se Potepuh zbudi, mrzlično išče dečka, nato pa se vrne in zadrema pred njunem, zdaj zaklenjenem, domu. V spanju vstopi v »sanjski svet«, kjer živijo angeli in hudičevi vsiljivci. Zbudi ga policist, ki ga z avtomobilom odpelje do hiše. Ko se odprejo vrata, se pojavita ženska in John, ki je tako ponovno združen z vzhičenim nadomestnim očetom. Policist se, vesel za družino, rokuje s Potepuhom in odide, nato ženska povabi Potepuha v svoj dom.

## Igralska zasedba
- Charlie Chaplin kot Potepuh
- Edna Purviance kot ženska
- Jackie Coogan kot deček (»John«)
- Carl Miller kot moški
- Granville Redmond kot prijatelj moškega
- Tom Wilson kot policist (ni naveden)
- Jack Coogan, Sr. kot žepar / gost / hudič (ni naveden)
- Henry Bergman lpt upravnik sobe s skupnimi ležišči (ni naveden)
- Lita Grey kot spogledljiv angel (ni naveden)
- Silas Hathaway kot deček - dojenček (ni naveden)
- Charles Reisner kot nasilnež
- Esther Ralston

## Produkcija
Deček je pomemben zaradi kombiniranja komedije in drama. Kot je zapisano v uvodnem naslovu: »Film z nasmeškom-in morda, solzo«. Najbolj znan in dolg prizor filma je Potepuhovo obupno sledenje agentom, ki sta odpeljala otroka iz sirotišnice, na strehi in njuno čustveno ponovno srečanje.
Film je Coogana, ki je bil vodvilski igralec, spremenil v prvega velikega filmskega otroškega zvezdnika. Mnogi Chaplinovi biografi prikazan odnos v filmu pripisujejo smrti Chaplinovega prvorojenca tik pred pričetkov produkcije. Prikaz revščine in krutosti zdravstvenih delavcev sta neposredna navezava na Chaplinovo lastno otroštvo v Londonu. Več uličnih prizorov so posneli na ulici Olvera Street v Los Angelesu skoraj deset let preden je ta postala turistična atrakcija v mehiškem slogu.
Po zaključku produkcije leta 1920 je bil film vpet v ločitveni postopek Chaplinove prve žene Mildred Harris, ki je zahtevala Chaplinovo premoženje. S sodelavci je uspel pretihotapiti filmski negativ v Salt Lake City (domnevno v posodah za kavo) in ga v tamkajšnji hotelski sobi montiral. Pred izdajo filma je Chaplin od distribucijske hiše First National Corporation izpogajal boljši finančni dogovor, ki je bil odvisen od uspeha filma. Leta 1971 je film ponovno montiral in ga izdal opremljenega z glasbeno podlago.
Lita Grey, ki je v filmu igrala angela, je bila Chaplinova druga žena med letoma 1924 in 1927. Glavna igralca Chaplin in Coogan sta se zadnjič srečala leta 1972, ko se je Chaplin za kratek čas vrnil v ZDA za sprejem častnega Oskarja.

## Zapuščina
Decembra 2011 je bil film s strani kongresne knjižnice izbran za ohranitev v okviru Narodnega filmskega registra. V registru so film označili za »domiselno mešanico drame, socialne sporočilnosti in izvirne komedije« ter pohvalili Chaplinovo spodobnost, da je »ohranjal svojo mojstrstvo preko dolžine svojih običajnih kratkih filmov in uspel pri gledalcih spretno izzvati vrsto čustev z veščim dodajanjem elementov čustvene note v burlesko.«